# IEEE Sensors Journal
Het IEEE Sensors Journal is een internationaal, aan collegiale toetsing onderworpen wetenschappelijk tijdschrift op het gebied van de natuurkunde. De naam wordt in literatuurverwijzingen meestal afgekort tot IEEE Sens. J. Het wordt uitgegeven door het Institute of Electrical and Electronics Engineers en verschijnt tweemaandelijks. Het eerste nummer verscheen in 2001.